# 園崎魅音
園崎 魅音（そのざき みおん）は、『ひぐらしのなく頃に』に登場する架空の人物である（声：雪野五月、小市眞琴（ひぐらしのなく頃に奉〈雛見沢停留所〉） / 演：飛鳥凛（映画版）、中井りか（テレビドラマ版）、小市眞琴（舞台「雛見沢停留所」））。

## 概要
「綿流し編」および外伝作品「宵越し編」のヒロイン。

## 人物
御三家筆頭で、雛見沢を実質的に支配している園崎家頭首、園崎お魎の孫にして園崎家次期頭首。その背中には、代々頭首としての決まりである鬼の刺青が彫られている。姉妹に双子の妹である詩音がいる。
圭一やレナより1学年上級生であり、クラスでは委員長を務めるリーダー格。7月10日生まれ。(ひぐらしのなく頃に祭では1966年2月11日)。年齢は諸説ありメディアによって設定も異なるが受験生であることは共通しており髪の色は緑で腰に達するほどに長く、それをポニーテールでまとめている。一人称は「わたし」と「おじさん」。園崎家の次期頭首として修行のため興宮の親元を離れ、現頭首のお魎と暮らしている。私服の時は拳銃のモデルガンを持ち歩いている。修行のため料理、合気道、裁縫、お華、お琴、銃器、無線機、ヘリコプターの操縦など数々の技能があると語っている。
実際に、小此木と戦って対等に渡り合うシーンがある。メンバーのリーダーを務めるだけあって小隊指揮能力も並みの軍人以上の才能を発揮し、プロである山狗部隊をことごとく手玉に取り、生まれる時代が違っていたら歴史に名を残したと称されるほど。
反面、学力は義務教育レベルも怪しいほど悪い。ただし、これは現在の雛見沢分校の性質上まともな授業を受けられていないという環境上の問題が多分にある。

### 趣味
趣味はカードゲーム・ボードゲームなど、テーブルゲームの収集である。解説書などが読めない輸入ゲームなども収集するほど、熱心なコレクターであり、遊ぶ際はオリジナルルールを考案すると語っている。
またこれらのゲームや罰ゲーム用のパーティグッズを学校のロッカーに持ち込んでおり、放課後にはゲームで遊ぶ「部活」を開く部長の役目も担っている。基本的に行うゲームは彼女の気分次第で変わるため、作中では放課後の部活で同じゲームをした描写はない。しかし、おもちゃ屋でのゲーム大会などは事前の綿密な準備をしてから臨んでいるため、すべて同じゲームを行っている。

### 性格
テンションが高くノリが良いアクティブな性格。姉御肌でもありカリスマ性も強い。年下で転入したての男子である圭一さえもすぐに馴染ませるほどのムードメーカーである。
自己のテンションの影響が2乗で効いてくるタイプで、調子付くと何者をも恐れず、誰にも止められなくなる反面、一度勢いが止まると一気に奈落の底まで落ち込む。そのため突発的な事態が起こるとつい弱気になってしまう一面がある。それだけに圭一がもたらす景気づけの発破が一番効果的に効く人物とも言える。
普段は下ネタを言ったりおじさんっぽい口調で周囲を茶化しているが非常に女の子らしい面も持っており、想いを寄せている圭一に女の子として扱われないことに落ち込むこともあった。
また照れ屋な面があり、率直な好意を向けられたり、からかわれたりすると素直になれずに天邪鬼な反応を示してしまいがち。圭一に異性としての好意も抱いているが素直になれずにいる。
双子の妹である詩音に対しては、彼女の方が一枚上手でよくからかってくるため苦手そうにしているが、悩み事を相談するなどもしており仲は良い様子。
レナに対しては親友であると同時に、恋のライバルとして認識している。
積極的で、気ままに振る舞っているように見えるが、悟史が追い詰められていた際には、園崎家次期頭首の立場への気兼ねから、何ら具体的な援助が出来ずにレナや詩音の失望を買ったり、重い場面では周囲に遠慮して我を通せない部分があるなど、実際は小心なところがある。ただし、園崎家次期頭首として振舞う時は冷徹な面を見せる。
また、次期頭首である自分と比べ、忌み子であるため何かと不遇な扱いを受ける詩音に負い目を感じており、彼女に対して強く出られない面がある（ただし詩音もそんな彼女の気持ちを察しており、お互いを励まし合うなど姉妹仲は良好である）。
余計なことや誤解されかねないことを喋る・大事なことを話さない、または話すのが遅過ぎてそのころにはもう取り返しのつかない事態になっているなど、無神経で空気の読めない言動が多く、本人に悪気がないとはいえ惨劇の引き金になってしまうことがある。
部活メンバーに対しては、いざとなれば自分の命を犠牲にしても守ろうとするほど大切にしており、メンバーからも慕われ頼りにされている。

### 家族構成
親族は多数存在している。現在は修行のため雛見沢にある園崎家本家にて、祖母である園崎お魎と共に生活している。そのため両親とは長年別居している。

### ゲームスタイル
部活のゲームスタイルは、綿密な事前準備で築き上げられており、何のゲームをするかはそのときの気分で決めているが、ゲームを入手した時点で、勝ち方を熟考している他、部活メンバー同士が当たらないようにくじに細工をしたり（綿流し編、皆殺し編）大型の水鉄砲を購入したりしている（罪滅し編）など、ダーティプレイを得意としている。

## 業/卒
鬼騙し編では、レナの暴走後に一命をとりとめた圭一の見舞いに現れるも、レナが助からなかっただけでなく、梨花と沙都子が不審死を遂げたことを圭一に告げた。
猫騙し編の冒頭で描かれた祟騙し編の結末では、雛見沢症候群の末期症状を発症して凶行に走った大石が梨花を拘束したため、園崎家の代表として交渉を促すも、大石の暴走は止まらず走り寄ったところを撃ち殺される。
綿騙し編および綿明し編では、これまで魅音が疑心暗鬼に捕らわれる世界が無かったことから沙都子の興味を引き、H173を射ち込まれるも数日間は目立った変化が現れることはなかったが、魅音と圭一をからかうための詩音のいたずらを切っ掛けとして雛見沢症候群の兆候を見せ始め、「圭一をオヤシロ様の祟りから守る」という目的に捕われ詩音と雛見沢御三家の当主を殺害、梨花の死を確認した沙都子により拳銃で撃ち殺される。
郷壊し編にて、部活メンバーたちと鷹野の野望を阻止した後は興宮の学校に進学し、ゲーム文化研究会を立ち上げて忙しくしているらしく、部活メンバーとはやや疎遠になっていることが語られる。その後、大学に進学した際にも再び同名のサークルを立ち上げており、圭一とレナも魅音と同じ穀倉大学に進学し同じサークルに所属している。